# موسيقى أليورية

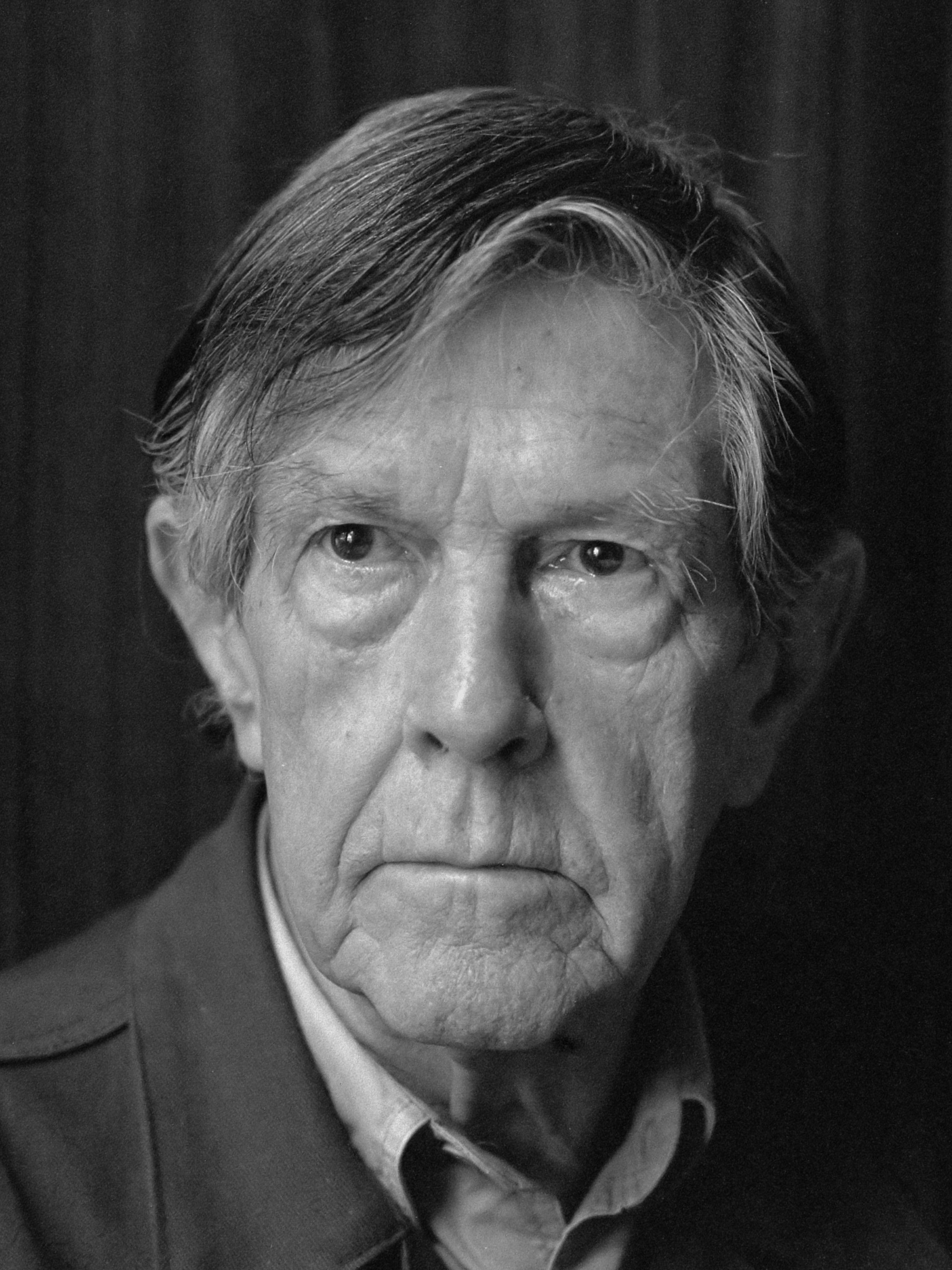
الملحن جون كيج

الموسيقى الأليورية (أيضًا الموسيقى الغنائية أو موسيقى الصدفة؛ من الكلمة اللاتينية alea ، والتي تعني «النرد») هي الموسيقى التي يُترك فيها بعض عناصر التكوين للصدفة، و / أو يُترك عنصر أساسي من إدراك العمل المؤلف إلى تحديد المؤدي (ق). غالبًا ما يرتبط المصطلح بالإجراءات التي يتضمن فيها عنصر الفرصة عددًا محدودًا نسبيًا من الاحتمالات.
أصبح المصطلح معروفًا للملحنين الأوروبيين من خلال المحاضرات التي ألقاها عالم الصوتيات فيرنر ماير إيبلر في دورات دارمشتات الصيفية الدولية للموسيقى الجديدة في بداية الخمسينيات. وفقًا لتعريفه، «يُقال أن العملية متغيرة... إذا تم تحديد مسارها بشكل عام ولكنها تعتمد على الصدفة بالتفصيل». من خلال الخلط بين المصطلحات الألمانية لماير إيبلر Aleatorik (اسم) و aleatorisch (صفة)، ابتكر مترجمه كلمة إنجليزية جديدة، "aleatoric" (بدلاً من استخدام الصفة الإنجليزية الحالية "aleatory")، والتي سرعان ما أصبحت عصرية واستمرت. في الآونة الأخيرة، تم تقديم البديل "aleatoriality".